# Fazenda São Bernardino
A Fazenda São Bernardino está localizada em Iguaçu Velho, no município de Nova Iguaçu, estado do Rio de Janeiro. Da antiga propriedade, restam as ruínas de sua sede construída no século XIX.

## Histórico

### Fundação
Originalmente, a Fazenda São Bernardino foi fruto da junção de várias fazendas adquiridas por Bernardino José de Sousa e Melo na região da Vila de Iguaçu (atual Nova Iguaçu), entre eles estão as terras da firma Soares & Melo e o sítio Bananal, adquiridas respectivamente nos anos 1861 e 1862.
Acredita-se que a sede da fazenda tenha sido planejada em 1862 e inaugurada em 1875, como constava na antiga placa fixada na fachada do prédio. Durante essa época, a fazenda era servida pela extinta Estrada de Ferro Rio D’Ouro na qual havia um ponto parada à sua frente. Chegou a produzir café, açúcar, aguardente e farinha de mandioca, além de extrair madeira e exportar carvão.

### Século XX
Em 1917, os sócios João Julião e Giácomo Gavazzi compram a Fazenda São Bernardino do Coronel Alberto de Melo, herdeiro de Bernardino José de Sousa e Melo, para a implantação de atividades agrícolas como a citricultura. Para isso, foi necessário desmatar uma grande área e abrir uma estrada no local, descaracterizando enormemente a propriedade.
Por meio do Decreto n° 1520 de 23 de abril de 1976, ocorre à desapropriação da fazenda com finalidade de criar um “Parque de Múltiplo Uso”, atendendo a necessidade de conservação da propriedade tombada em 1951.

### Incêndio
A sede e adjacências da Fazenda São Bernardino sofreram um incêndio criminoso no dia 30 de março de 1983. A hipótese foi levantada pelos funcionários da prefeitura que eram responsáveis pela guarda do local. A partir daí, o projeto de restauração e criação do centro recreativo foi abandonado mas cogita-se recomeçar o processo revitalização do local, cujo registro de posse foi concedido ao município no dia 11 de outubro de 2017.

## Tombamento
Em janeiro de 1940, o prefeito de Nova Iguaçu Ricardo Xavier da Silveira encaminhou para o IPHAN uma solicitação de tombamento da fazenda em razão do aniversário do município. Teve seu tombamento definitivo decretado no dia 26 de fevereiro de 1951.
Em julho de 1965, o historiador Waldick Pereira, do Instituto Histórico e Geográfico De Nova Iguaçu, visitou a Fazenda São Bernardino e fez um levantamento do seu estado de conservação, concluindo que restavam poucas peças originais de época, pois vinha sofrendo constantes roubos, inclusive realizados por um de seus donos, Giácomo Gavazzi, que saqueou e vendeu quase tudo que havia no local.
No mesmo ano, os arquitetos Alexander Nikolaeff e Fernando Abreu, do Instituto Dos Arquitetos do Brasil emitiram um relatório descritivo das edificações.

## Arquitetura
Construída em estilo neoclássico muito difundido nas fazendas ricas fluminenses durante o ciclo do café, o conjunto arquitetônico era formado por casa grande, engenhos e senzalas. Uma construção anexa à casa era usada como estábulo e garagem para carruagens. Tinha as paredes externas originalmente pintadas na cor amarelo creme e portões, janelas, portas e molduras pintadas de verde escuro. As telhas e tijolos foram fabricados nas olarias próximas. Havia uma escada dupla na entrada principal com grades folheadas em cobre. Originalmente, as janelas apresentavam vitrais coloridos, enquanto o beiral era feito de louça azul. Internamente, era forrado em fino trabalho de estuque e madeira.